# Géologie de Hong Kong

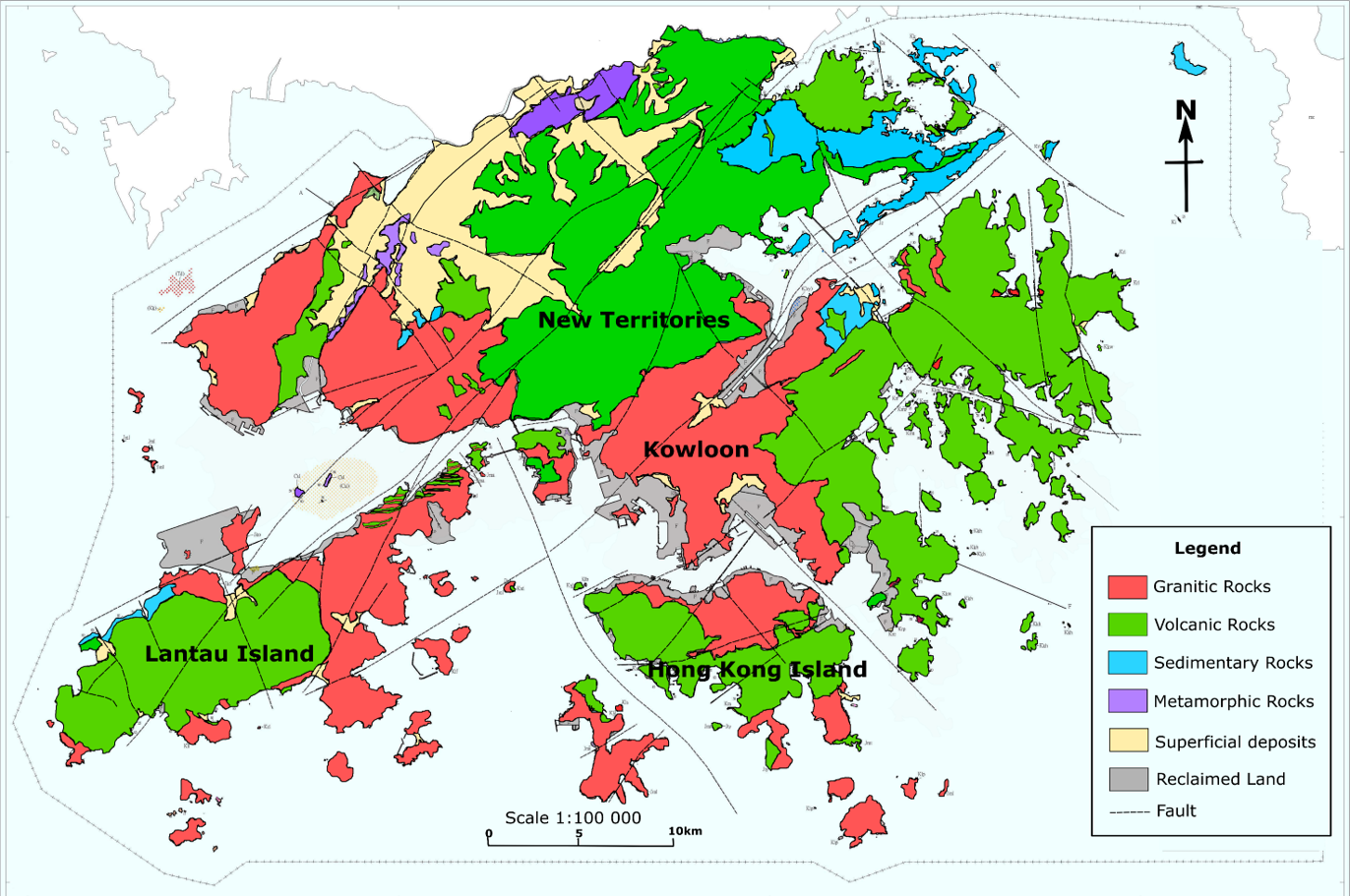
Carte géologique de Hong Kong montrant la répartition des failles et des différents types de roches à Hong Kong.

La géologie de Hong Kong est dominée par les roches magmatiques formées lors d'une période d'éruptions volcaniques majeure de l'ère Mésozoïque. Elles représentent 85 % de la surface terrestre de Hong Kong et les 15 % restants sont principalement des roches sédimentaires situées dans le nord-est des Nouveaux Territoires. Il existe également un très faible pourcentage (moins de 1 %) de roches métamorphiques dans les Nouveaux Territoires, formées par déformation de roches sédimentaires préexistantes (métamorphisme).
L'histoire géologique de Hong Kong commence dès la période dévonienne (il y a environ 420 millions d'années) marquée par la présence de fossiles de placodermes dans le nord-est de Hong Kong,. Les roches les plus jeunes de Hong Kong se sont formées pendant la période du Paléogène (il y a environ 50 millions d'années) et affleurent à Tung Ping Chau (en), au nord-est de Hong Kong,.
Chacun des trois types de roches : roches magmatiques, sédimentaires et métamorphiques ont formé des formations rocheuses spectaculaires à Hong Kong. Les roches magmatiques ont formé les colonnes hexagonales de Sai Kung. Les roches sédimentaires ont formé diverses caractéristiques d'érosion telles que des plateformes littorales et des stacks à Tung Ping Chau.
En termes de géologie structurale, les failles à Hong Kong s'étendent principalement du nord-est au sud-ouest. Des éléments de déformation tels que des zones de cisaillement, des plis et des roches faillées peuvent être trouvés à proximité de failles majeures telles que les rives du canal Tolo (en). Les activités de failles passées peuvent être retracées par certaines structures telles que les essaims de dykes et la caldeira déformée de Lantau, entre autres.

## Évolution géologique
L'histoire géologique de Hong Kong est principalement divisée en trois périodes. Du Dévonien au Jurassique inférieur se situe la période sédimentaire pré-volcanique. L'environnement de Hong Kong alternait entre une plaine fluviale et une mer peu profonde. Les roches de cette période sont caractérisées par une variété de fossiles, des strates fortement plissées et des lits fortement inclinés. Plus tard, du Jurassique moyen au début du Crétacé, Hong Kong a connu une période volcanique marquée par une couverture massive de lave volcanique, de cendres et de roches granitiques. À partir du Crétacé moyen, c'est la période sédimentaire post-volcanique représentée par des roches sédimentaires de couleur rougeâtre qui indiquent un climat tropical aride lors du dépôt.
Les principales unités rocheuses de Hong Kong sont présentées par ordre chronologique dans le tableau ci-dessous.
| Période                                           | Formations représentatives        | Types de roches dominantes                           | Environnement de dépôt | Remarques |
| ------------------------------------------------- | --------------------------------- | ---------------------------------------------------- | ---------------------- | --- |
| Dévonien (environ 416 à 359 millions d'années)    | Formation de Bluff Head           | Grès plié brunâtre                                   | Canaux fluviaux        | la roche la plus ancienne de Hong Kong, âge déterminé par les fossiles de placodermes                             |
| Carbonifère (environ 359 à 299 millions d'années) | Formation de Yuen Long            | Marbre blanc ou grisâtre                             | Marin                  | métamorphosé au cours de la période volcanique mésozoïque, minerai de fer formé dans la mine de fer de Ma On Shan |
| Carbonifère (environ 359 à 299 millions d'années) | Formation de Lok Ma Chau          | Métagrès et lits de graphite siltite                 | Marécages deltaïques   | métamorphosé au cours de la période volcanique mésozoïque                                                         |
| Permien (environ 299 à 252 millions d'années)     | Formation du port de Tolo         | Siltite, grès, conglomérat                           | Rivage de marée        | les plus anciens fossiles d'ammonites de Hong Kong                                                                |
| Trias (environ 252 à 201 millions d'années)       | Manquant                          | N/A                                                  | N/A                    | |
| Jurassique (environ 201 à 145 millions d'années)  | Formation du canal Tolo           | Mudstone noire, siltite grise                        | Marin peu profond      | |
| Jurassique (environ 201 à 145 millions d'années)  | Formation de Tuen Mun             | Brèche de lave andésitique et de tuf cristallin      | Arc volcanique         | la période volcanique a commencé ici                                                                              |
| Jurassique (environ 201 à 145 millions d'années)  | Groupe volcanique de Tsuen Wan    | Tuf cristallin de cendre grossière                   | Volcan d'arrière-arc   | couvrait une vaste zone dans les Nouveaux Territoires                                                             |
| Jurassique (environ 201 à 145 millions d'années)  | Groupe volcanique de Lantau       | Rhyolite avec des cristaux plus gros (porphoritique) | Volcan d'arrière-arc   | lié à la caldeira de Lantau et à l'essaim de dykes, couvrait la majeure partie de l'île de Lantau                 |
| Crétacé (environ 145 à 66 millions d'années)      | Formation du mont Davis           | Tuf cristallin de cendre grossière                   | Volcan d'arrière-arc   | Lié au granit de Kowloon                                                                                          |
| Crétacé (environ 145 à 66 millions d'années)      | Formation de High Island          | Tuf de frêne fin                                     | Volcan d'arrière-arc   | Disjonction en colonnes (en) hexagonales                                                                          |
| Crétacé (environ 145 à 66 millions d'années)      | Groupe volcanique de Kau Sai Chau | Lapilli portant du tuf à bandes rhyolitiques         | Volcan d'arrière-arc   | la période volcanique s'est terminée ici                                                                          |
| Crétacé (environ 145 à 66 millions d'années)      | Formation de Pat Sin Leng         | Conglomérat rougeâtre et grès cendré                 | Plaine fluviale        | cendres volcaniques mélangées à des dépôts, la couleur rouge montrait un climat aride                             |
| Crétacé (environ 145 à 66 millions d'années)      | Formation de Port Island          | Conglomérat rougeâtre et grès                        | Plaine fluviale        | |
| Paléogène (environ 66 à 23 millions d'années)     | Formation de Ping Chau            | Siltite contenant du carbonate de calcium            | Lac                    | des stacks marins et des plateformes littorales se trouvent sur la formation de Ping Chau                         |

## Roches magmatiques
La géologie de Hong Kong est dominée par les roches magmatiques, liées aux éruptions volcaniques. Du Jurassique moyen au début du Crétacé, Hong Kong se trouvait juste à la limite de la plaque convergente là où la plaque océanique paléo-pacifique s'est subductée sous la plaque continentale eurasienne. La plaque océanique a transporté l'eau de mer dans la croûte inférieure chaude, ce qui a abaissé le point de fusion de la croûte qui a donc partiellement fondu et du magma s'est formé. Celui-ci s'est élevé et a formé une chambre magmatique sous la surface. Des volcans se sont donc formés au-dessus de celle-ci. Lors de l'éruption, des cendres volcaniques, des morceaux de roches et du magma ont été expulsés. Ces matériaux ont ensuite fini par se refroidir et sont devenus des roches volcaniques qui se sont refroidies rapidement une fois arrivées à la surface de la Terre. Les cristaux minéraux de ces roches sont donc très petits.
Les roches volcaniques sont largement réparties à Hong Kong (zones vertes sur la carte dans l'introduction). Elles ont formé la plupart des plus hautes montagnes de Hong Kong, comme le Tai Mo Shan (957 m, la plus haute montagne) et le pic de Lantau (934 m, la deuxième plus haute montagne). Dans la partie orientale de Hong Kong, ces roches volcaniques forment des disjonctions de refroidissement en colonnes hexagonales qui peuvent être vus depuis le réservoir High Island et les îles voisines. Ces zones sont répertoriées dans le cadre du géoparc mondial Unesco de Hong Kong.
Au début du Crétacé (il y a environ 140 millions d’années), les activités volcaniques ont cessé. Le magma chaud dans la chambre magmatique s'est finalement refroidi et est devenu des roches granitiques. Ce magma s'est refroidi lentement sous la surface du sol. Les cristaux minéraux sont donc suffisamment gros pour être vus.
Les roches granitiques couvrent environ 35 % de la surface terrestre de Hong Kong (zone rouge sur la carte dans l'introduction). Elles sont principalement réparties à Kowloon, au nord de l'île de Hong Kong, à l'est de Lantau, et à Tuen Mun. Les roches granitiques ont formé Victoria Harbour, qui a donné à Hong Kong son nom de « port aux parfums ».

### Disjonctions en colonnes hexagonales de Sai Kung

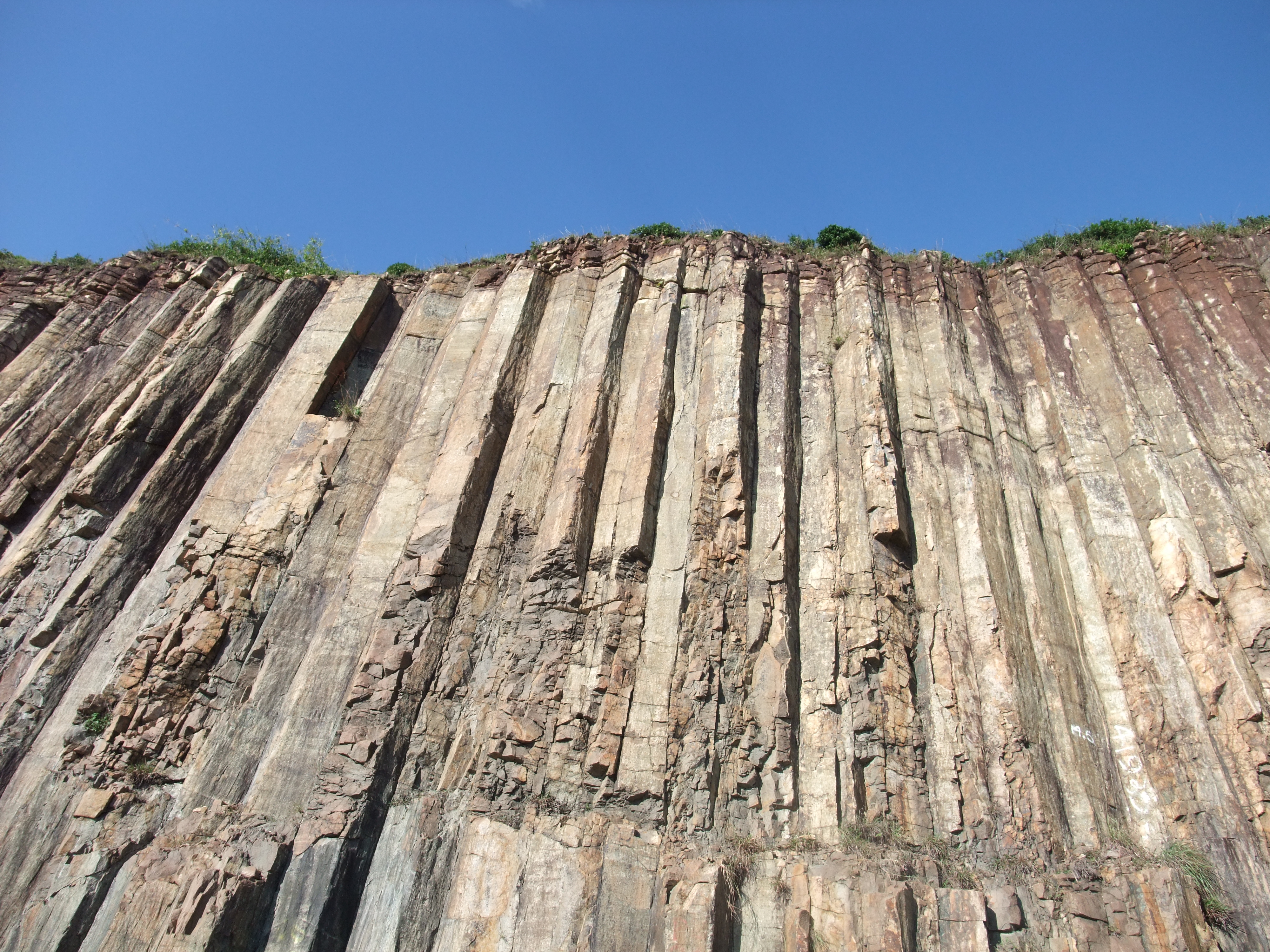
hexagonales du barrage est du réservoir High Island.

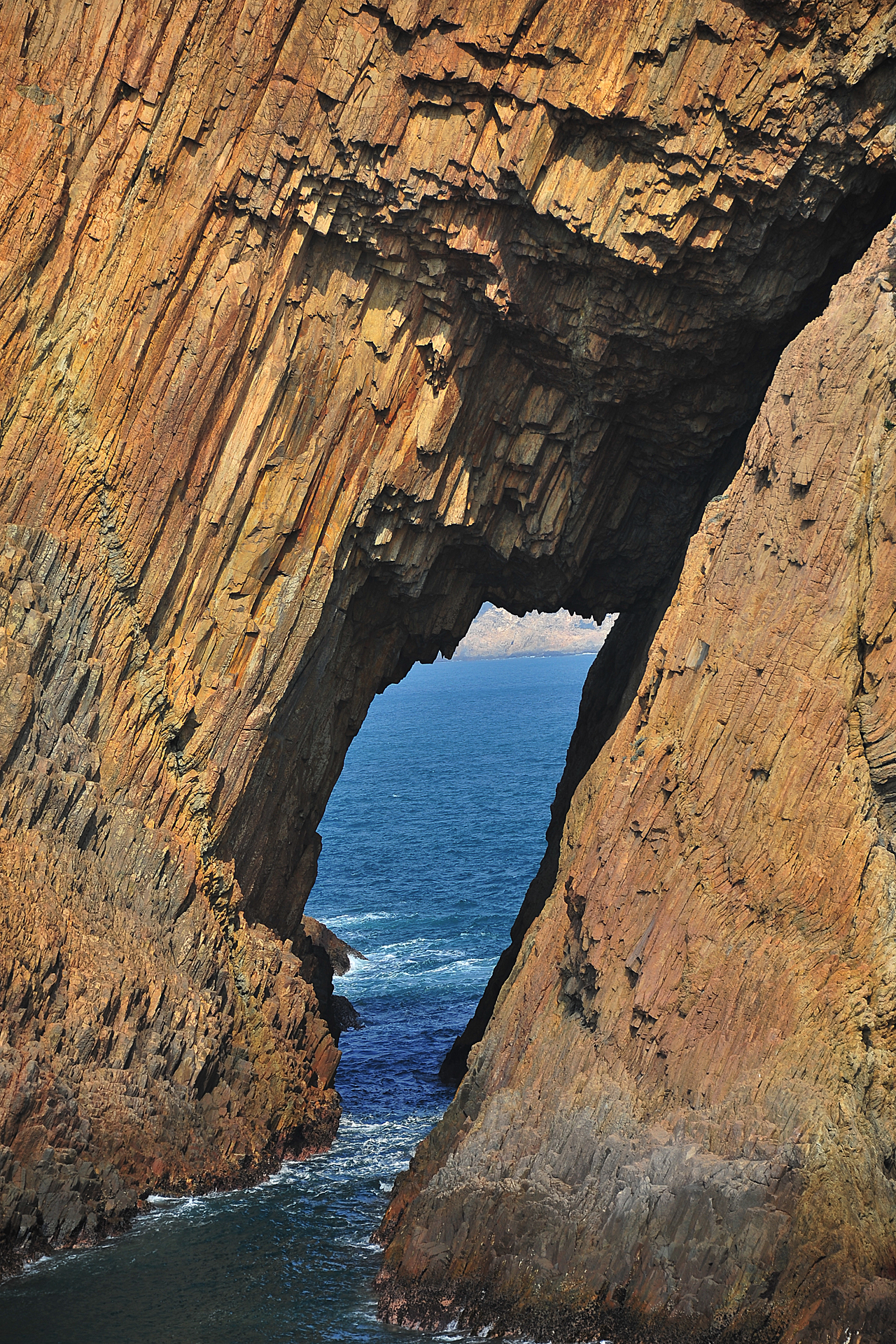
Arche maritime de Wang Chau Kok.

Les disjonctions en colonnes (en) hexagonales sont des fissures verticales parallèles qui se forment lorsque des matériaux volcaniques homogènes refroidissent et se contractent uniformément vers un point central de contraction. Au début du Crétacé, il y avait un volcan situé à l'est de la péninsule de Sai Kung dont la dernière éruption fut explosive et la chambre magmatique s'est vidée. Elle a perdu tout soutien en son sein et s'est effondrée. Les vestiges sont devenus une caldeira d'un diamètre d'environ 20 km. La grande quantité de cendres volcaniques produites lors de cette éruption s'est finalement déposée dans la caldeira et a formé une épaisse couche de cendres chaudes et visqueuses. Les cendres chaudes ont fini par se refroidir. Ensuite, chaque colonne a commencé à se contracter vers l'intérieur. Lorsque chaque côté de l'hexagone s'est rétrécit uniformément vers le centre, des fissures régulières de forme hexagonale se sont formées. Partant de la partie supérieure, elles se sont développées vers le bas. Finalement, les piliers ont été créés.
Le nombre total de colonnes hexagonales à Hong Kong est estimé à 200 000, couvrant 100 km². Le diamètre des colonnes varie de 1 à 3 mètres, la plupart étant inclinées et plongeant vers le nord-ouest à environ 80 degrés. Certaines colonnes, comme celles du barrage est du réservoir High Island, sont courbées par la force tectonique, montrant leur nature ductile.
Les colonnes hexagonales de Hong Kong sont de couleur brun clair en raison de la composition chimique riche en silice de la roche (environ 76 % de silice). Comparé aux colonnes du reste du monde qui sont pour la plupart basaltiques ou andésitiques (faible teneur en silice), un groupe aussi important de colonnes hexagonales riches en silice bien conservées est très rare. Ces colonnes constituent donc l'élément le plus important du géoparc mondial Unesco de Hong Kong.

#### Site du patrimoine géologique de l'UISG
Considérant qu'il s'agit de « l'une des formations rocheuses colonnaires rhyolitiques les plus spectaculaires au monde », l'Union internationale des sciences géologiques (UISG) a inclus la « formation rocheuse colonnaire rhyolitique du début du Crétacé de Hong Kong » dans son assemblage de 100 « sites du patrimoine géologique » du monde entier dans une liste publiée en octobre 2022. L'organisation définit ce genre de site comme « un lieu clé comportant des éléments et/ou des processus géologiques d'importance scientifique internationale, utilisé comme référence, et/ou avec une contribution substantielle au développement des sciences géologiques à travers l'histoire.

### Le rocher du Lion et le granit de Kowloon

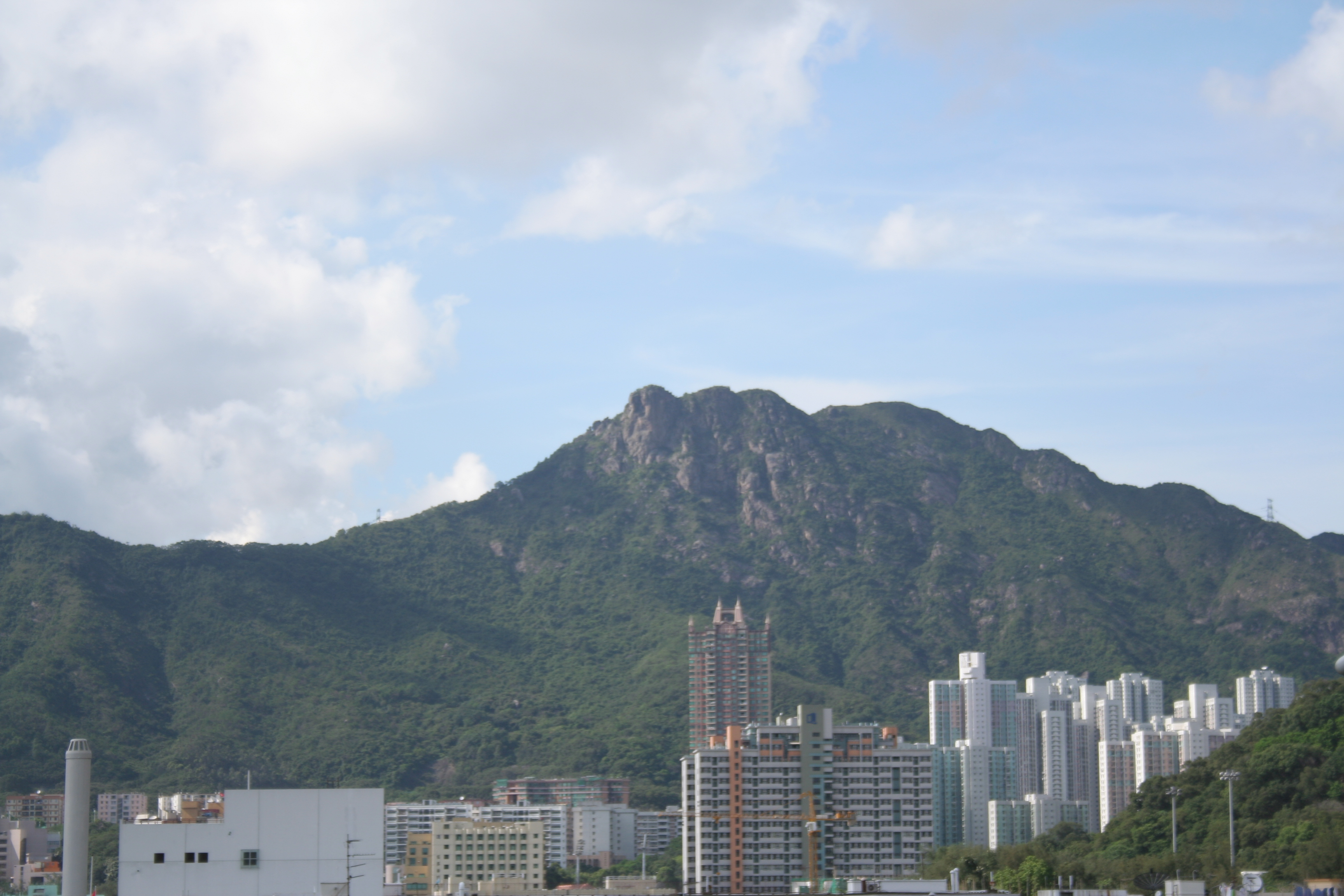
Le rocher du Lion vu de Kowloon.

Le rocher du Lion est situé au nord de la péninsule de Kowloon. Son apparence ressemble à un lion couché qui est souvent utilisé comme symbole et point de repère de la ville de Hong Kong. Il fait partie du granit de Kowloon qui recouvre Kowloon, Victoria Harbour et le nord de l'île de Hong Kong. La partie centrale du granite de Kowloon a été soumise à des intempéries plus importantes, formant Victoria Harbour, où Hong Kong a commencé son développement moderne. Au nord de Kowloon, le granit a formé et le rocher du Lion et les collines se sont alignées aient le long de la limite nord de Kowloon.
Le granit de Kowloon présente une forme circulaire entourant Victoria Harbour et est entouré de roches volcaniques qui sont orientées de manière à entourer la forme circulaire du granite de Kowloon. Au début du Crétacé, un magma en forme de boule s'est élevé. Il a poussé et déformé les roches volcaniques environnantes vers l’extérieur et a formé des orientations intéressantes pour les roches volcaniques environnantes.

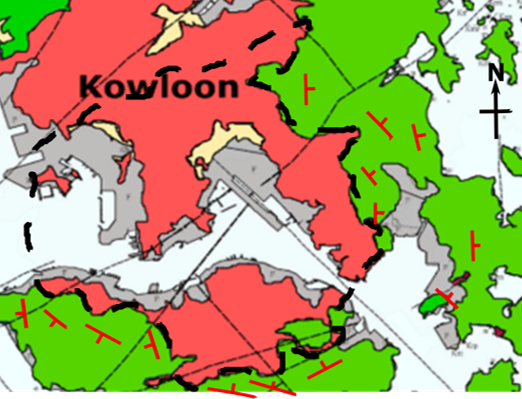
La roche granitique de forme circulaire (marquée par des lignes en pointillés) est entourée de roches volcaniques déformées avec des directions intéressantes qui ressemblent à la forme du granit. Les symboles rouges sont des symboles de chevauchement.

## Roches sédimentaires
Les roches sédimentaires, qui représentent environ 15 % de la surface terrestre de Hong Kong, se sont formées par le dépôt de sédiments alluviaux, tels que le sable, la boue, les exosquelettes de plancton marin et les galets. Au fur et à mesure que les sédiments se déposaient continuellement, les couches les plus anciennes étaient comprimées par le poids des couches plus jeunes sus-jacentes pour former des roches sédimentaires. Puisque les sédiments se déposent toujours en couches horizontales, toute déformation observable, comme les plis, enregistre les activités tectoniques.
Les fossiles sont souvent mieux conservés dans les roches sédimentaires. À Hong Kong, les roches sédimentaires les plus anciennes et datables proviennent de la période du Dévonien (environ 416 millions d'années), contenant des fossiles de placodermes (un poisson du Dévonien), découverts dans la formation de Bluff Head, dans le nord-est des Nouveaux Territoires. Les formations sédimentaires les plus jeunes datent du Paléogène (environ 80 millions d'années) sont situées à Tung Ping Chau (en) au nord-est de Hong Kong.

### Caractéristiques de l'érosion de Tung Ping Chau
Tung Ping Chau (en), « île plate de l'Est » en cantonais, est une île en forme de croissant située au nord-est de Hong Kong. Sa « planéité » provient des couches relativement non déformées de sa formation sédimentaire. L'île est célèbre pour ses caractéristiques d'érosion spectaculaires, telles que ses stacks marins et ses plateformes littorales. Lung Lok Shui, qui signifie « dragon plongeant dans l'eau », est une formation géologique bien connue qui ressemble au dos d'un dragon descendant dans la mer. L'élément le plus marquant de la structure, la couche grise de chaille, plus résistante à l'érosion que le grès environnant, ressemblerait à l'épine dorsale d'un dragon.

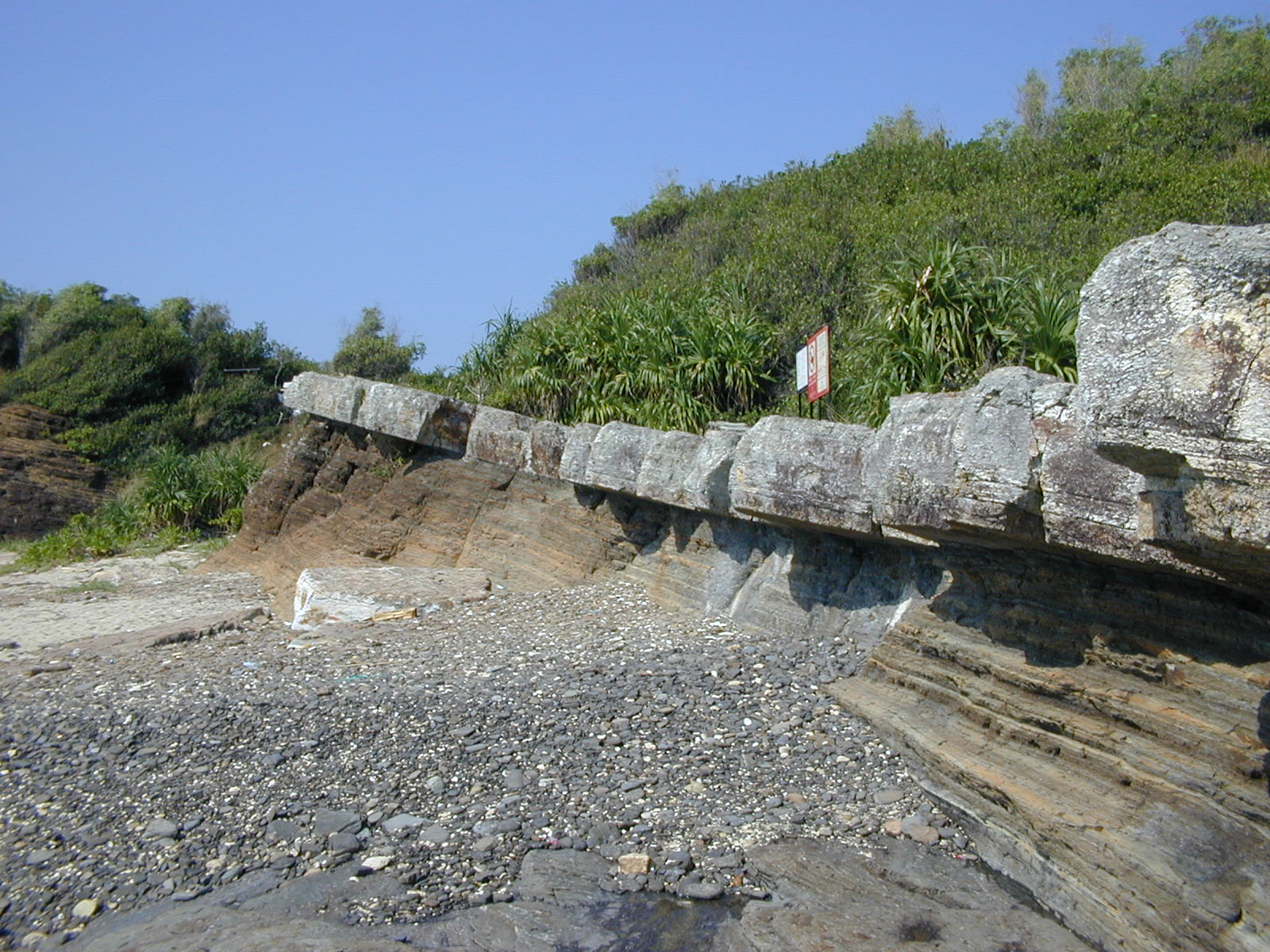
Image de Lung Lok Shui sur Tung Ping Chau. Une couche de chaille grise (l'« épine du dragon ») est visible en relief sur les couches de siltites brunes.

Les roches de Tung Ping Chau sont à grains fins et brun rougeâtre en raison de l'oxydation accrue du fer pendant la période paléogène chaude et humide et des courants faibles et peu profonds déposant de fins sédiments. Des fossiles de plantes terrestres et d'évaporites dans les roches de Tung Ping Chau indiquent qu'il s'agissait peut-être d'un lac salin au Paléogène.

### Ma Shi Chau

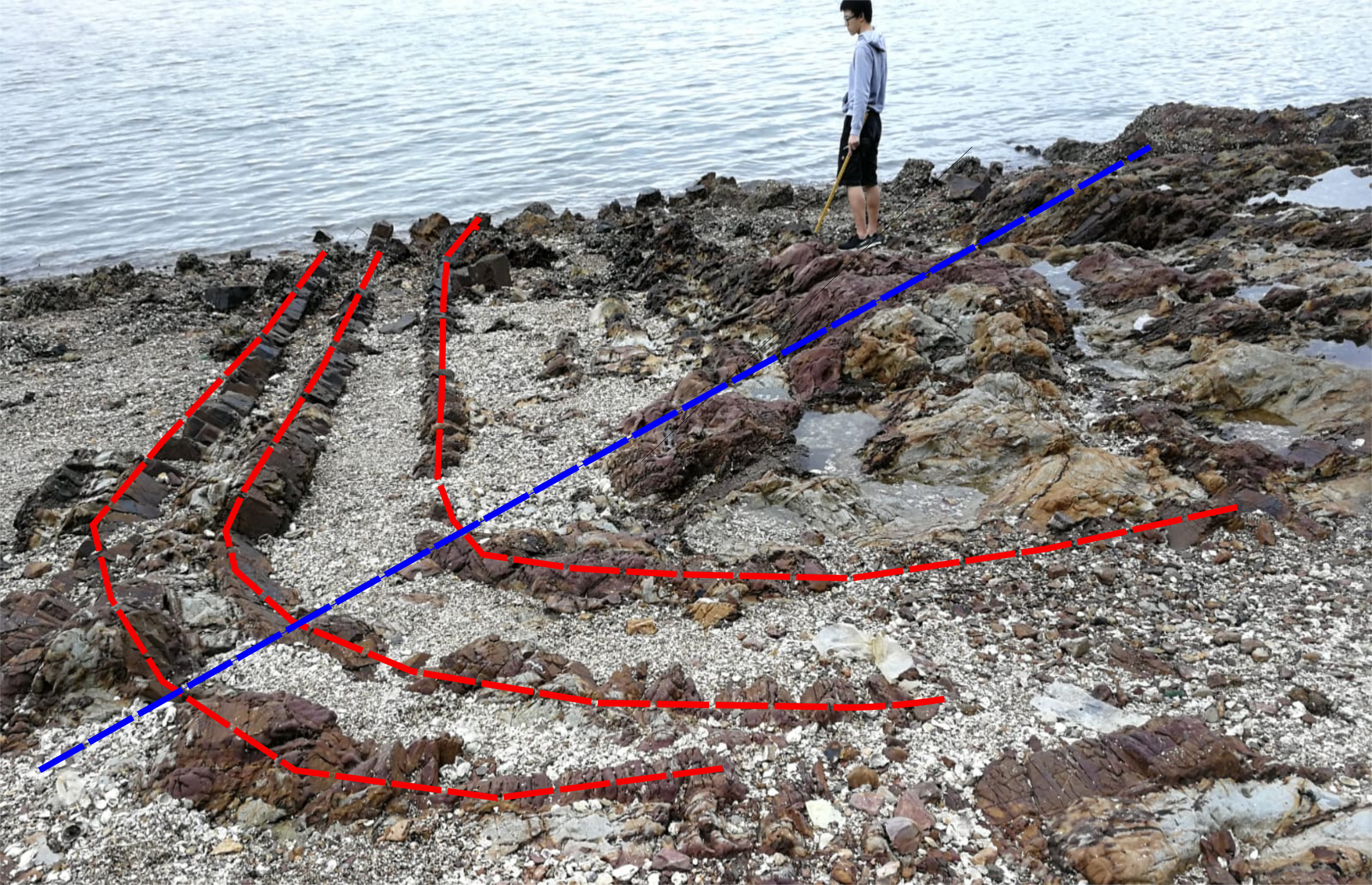
Un pli sur Ma Shi Chau. Les lignes rouges montrent les membres, la ligne bleue montre l'axe.

Ma Shi Chau est une île accessible à marée basse située dans Tolo Harbour (en) au nord-est des Nouveaux Territoires. Il s'agit d'un lieu spécial important pour les études géologiques qui contient des roches provenant de trois formations différentes : des roches sédimentaires du Permien, des roches volcaniques du Crétacé inférieur et des roches sédimentaires du Crétacé moyen. Des fossiles d'ammonites, de coraux et de bivalves ont été découverts dans les roches sédimentaires noires du Permien. Des couches de fins dépôts de cendres volcaniques ont formé les couches tufacées de couleur gris clair intercalées avec les sédiments brunâtres du Crétacé. Ma Shi Chau est très proche d'une faille majeure (faille du canal Tolo). Les roches de Ma Shi Chau sont donc soumises à des déformations dues à des activités de failles. Diverses structures déformées telles que des plis, des bandes pliées, des microfailles et des roches cisaillées peuvent être observées sur Ma Shi Chau.

## Roches métamorphiques
Les roches métamorphiques représentent moins de 1 % de la surface terrestre de Hong Kong. On les trouve à Lok Ma Chau (en) près de la frontière avec Shenzhen, Ma On Shan et Yuen Long. Cependant, les roches métamorphiques de Ma On Shan et de Yuen Long n'ont été observées que dans des sondages géotechniques. Les roches métamorphiques sont des roches sédimentaires ou des roches ignées qui sont altérées sous des températures et des pressions élevées mais qui ne fondent pas. Les atomes sont réorganisés et de nouveaux minéraux se forment. Les roches métamorphiques de Hong Kong sont toutes des roches sédimentaires altérées formées au Carbonifère. Puis, jusqu'à l'activité volcanique du Jurassique moyen, des chambres magmatiques se sont formées et ont fait intrusion dans des roches plus anciennes. La chaleur du magma ainsi que les mouvements actifs le long des failles majeures de Hong Kong ont créé un environnement de température et de pression élevées, provoquant l'altération des couches sédimentaires carbonifères relativement plus anciennes. Les roches de Lok Ma Chau sont devenues des roches méta-sédimentaires et des phyllites, qui étaient des roches métamorphiques de faible qualité. Cela indique que les roches de Lok Ma Chau n'étaient pas beaucoup altérées. Cependant, les roches de Ma On Shan et Yuen Long, qui étaient à l'origine des calcaires, sont devenues un marbre de haute qualité. Elles ont été considérablement altérées par la température élevée des intrusions de magma.

### Minerai de fer de Ma On Shan
Des gisements de minerai de fer ont été découverts à Ma On Shan. Ils sont situés à proximité d’un corps granitique, où des intrusions de magma chaud existaient à la fin du Jurassique. Le magma chaud transportait les minerais métalliques vers la croûte depuis le manteau terrestre à mesure qu'il s'élevait. Les minerais métalliques sont concentrés dans des fluides chauds lorsqu'ils s'infiltrent dans les fissures du calcaire de Ma On Shan. Le fluide concentré chaud (fluide hydrothermal) déclenche des réactions chimiques. Ce processus a finalement produit du skarn, une roche altérée qui transportait les minerais métalliques concentrés.
L'exploitation minière à Ma On Shan a commencé en 1906 et est devenue très active pendant la Seconde Guerre mondiale pour la production d'armes. Plus tard, en 1976, la mine a été fermée en raison de la chute des prix des métaux. Aujourd'hui, les tunnels miniers et la fosse minière sont encore visibles

## Failles

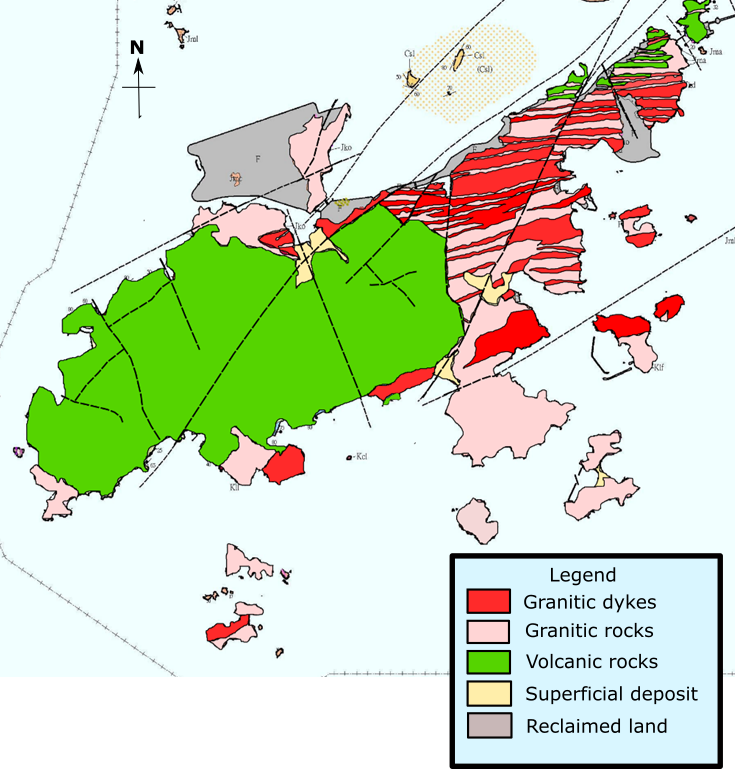
Une carte géologique simplifiée montrant l'essaim de dykes de Lantau et les failles le délimitant.

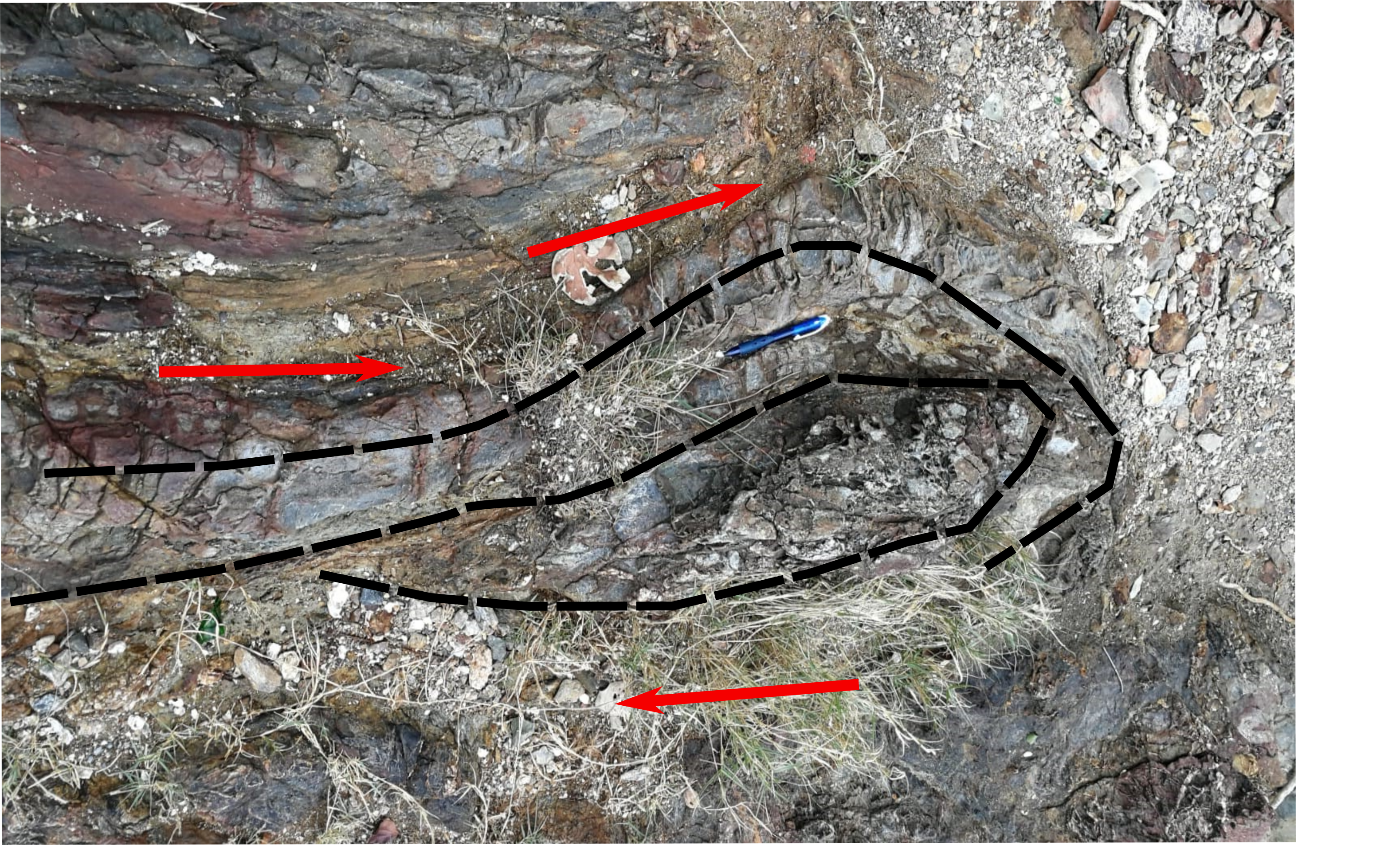
Un pli de glissement formé par la couche supérieure se déplaçant vers la droite et la couche inférieure se déplaçant vers la gauche. La couche intermédiaire est traînée et roulée, formant un pli de traînée. Les flèches rouges indiquent la direction du mouvement de la couche supérieure et de la couche inférieure. (Photo prise à Nai Chung).

Les principales failles de Hong Kong sont orientées nord-est-sud-ouest et nord-ouest-sud-est (voir la carte dans l'introduction). Elles ont généralement la même orientation que celles de la province voisine du Guangdong et font partie de la zone de failles de Lianhuashan qui contient des failles d'orientations similaires s'étendant le long de la côte sud-est de la Chine jusqu'à Shanghai.
Bien que des failles soient enregistrées tout au long de l'histoire géologique connue de Hong Kong, elles sont considérées comme ayant été plus actives pendant les périodes du Jurassique au Crétacé, lorsque les failles de décrochement et de chevauchement étaient dominantes. Certaines failles représentent des structures qui étaient actives pendant la période d'activité volcanique du Jurassique supérieur au Crétacé inférieur et ont facilité la remontée du magma à la surface. Les failles à Hong Kong ont formé des caractéristiques intéressantes qui peuvent être retracées pour comprendre leurs activités.

### Essaim de dykes de Lantau
L'essaim de dykes de Lantau est situé à l'est de l'île de Lantau. Il s'agit d'un groupe de couches verticales de roches formées par du magma et de la lave s'écoulant dans des fissures orientées vers le nord-est dans des roches granitiques préexistantes sur l'île de Lantau. Ces fissures étaient liées aux failles orientées vers le nord-est. La caldeira de Lantau, qui était le centre volcanique du magma, est également délimitée par des failles et présente une forme allongée vers le nord-est. Ces structures ont enregistré le mouvement de décrochement actif des failles d'orientation nord-est de l'île de Lantau au cours du Jurassique supérieur (il y a environ 148 millions d'années).

### Système de failles du canal Tolo
Le système de failles du canal Tolo est le plus long système de failles de Hong Kong, s'étendant du canal Tolo (en) au nord-est, traversant la rivière Shing Mun à Sha Tin et s'étendant jusqu'au sud-est de l'île de Lantau, faisant environ 60 km de long. Les traces de déplacements et de cisaillement sont bien conservées dans les unités rocheuses des deux côtés du canal Tolo. Des exemples sont les bandes pliées, les microfailles, les veines à Ma Shi Chau sur la côte nord et les veines en échelon (en), les plis d'entraînement et les structures sigma à Nai Chung (en) sur la côte sud. Ces structures se trouvent toutes dans les roches sédimentaires de la formation du canal Tolo du Jurassique moyen et sont des traces d'événements de cisaillement. Elles représentent la période la plus active du système de failles du canal Tolo au cours des activités volcaniques du Jurassique moyen.